# 行列力学
行列力学（ぎょうれつりきがく、英語: matrix mechanics）は、量子力学における理論形式の一つで、量子論をハイゼンベルク描像で行列表示で定式化したものである。マトリックス力学とも呼ばれる。1925年に物理学者ヴェルナー・ハイゼンベルクによって提唱され、マックス・ボルン、パスクアル・ヨルダンらとともに展開された。
ニールス・ボーアとアルノルト・ゾンマーフェルトの量子条件やアルベルト・アインシュタインの光量子論に代表される前期量子論は、原子構造やその発光スペクトルの解明といった一定の成果をあげるものの、量子力学的な世界を体系的に記述する枠組みを与えるものではなかった。1925 年、当時 23 歳でゲッティンゲン大学の講師であったハイゼンベルクは、古典的な物理描像を捨て、新しい量子力学の理論の定式化を行った。行列力学では運動量や位置などの物理量を行列を用いて表現し、ハイゼンベルクの運動方程式で自然を記述した。
行列力学が明らかにした物理量の非可換性は、量子力学における不確定性関係の構造を浮き彫りにした。古典力学では運動量や位置はある時点においては確定した（決定論的）値を持つが、量子力学では物理量の非可換性により、例えば運動量と位置とは同時に確定値を取れない。
量子力学の他の表現法としては、シュレーディンガー方程式で記述される波動力学、ファインマンの経路積分法などが存在する。行列力学と波動力学は対立していたが、後にこの 2 つの理論は等価であることが波動力学を構築したエルヴィン・シュレーディンガーによって証明され、共に量子力学の基礎的理論となった。行列力学は量子論をハイゼンベルク描像で行列表示で定式化したものであり、波動力学は量子論をシュレーディンガー描像で位置表示の波動関数で定式化したものである。

## 理論体系
ハイゼンベルク、ボルン、ヨルダンによって構築された行列力学の理論は次のようにまとめられる。

### 行列としての力学量
力学量A は 2 つの添え字 (m, n) で指定される要素の総体 {Amn(t)}、すなわち無限次元の行列として表現される。行列としての力学量 A において、その各成分は下記に示すように {\displaystyle e^{2\pi i\nu _{mn}t}} という振動形の時間依存性を持つ。
{\displaystyle A_{mn}(t)=A_{mn}e^{2\pi i\nu _{mn}t}}
ここで振動数 νmn は リッツの結合法則
{\displaystyle \nu _{lm}+\nu _{mn}=\nu _{ln}\,}
を満たし、特にνnn=0である。また A はエルミート行列であり、
{\displaystyle A_{mn}=A_{nm}^{*}}
が成り立つ。

### 位置と運動量の正準交換関係
位置座標と運動量に対応する行列 X, P は同時刻で、次の正準交換関係を満たす。
{\displaystyle [X,P]=XP-PX=i\hbar I}
ここで I は対角成分がすべて 1 で、それ以外の成分が 0 である単位行列である。
多自由度の系であれば、
{\displaystyle [X_{i},P_{j}]=i\hbar \delta _{ij}I}
{\displaystyle [X_{i},X_{j}]=[P_{i},P_{j}]=0\,}
である。

### 力学量の時間発展
力学量 A=A(X, P) の時間発展はハイゼンベルクの運動方程式
{\displaystyle i\hbar {\frac {dA}{dt}}=[A,H]=AH-HA}
で記述される。ここで H は系のハミルトニアンに対応するエルミート行列である。

## エネルギー固有値と時間発展
行列力学において、ハミルトニアンH(x, p ) はエネルギー固有値Enを成分とする対角行列
{\displaystyle H(x,p)={\begin{pmatrix}E_{0}&0&0&\ldots \\0&E_{1}&0&\ldots \\0&0&E_{2}&\ldots \\\vdots &\vdots &\vdots &\ddots \\\end{pmatrix}}}
として与えられる。これは、ハミルトニアン自身に対するハイゼンベルクの運動方程式が
{\displaystyle i\hbar {\frac {dH}{dt}}=[H,H]=HH-HH=0}
であり、対応するハミルトニアンの行列要素 {\displaystyle H_{mn}(t)=H_{mn}e^{2\pi i\nu _{mn}t}}が
{\displaystyle i\hbar {\frac {d}{dt}}H_{mn}(t)=-2\pi \hbar \nu _{mn}H_{mn}e^{2\pi i\nu _{mn}t}=0}
を満たし、{\displaystyle H_{mn}(t)=E_{n}\delta _{mn}}と表せることからの帰結である。
ハミルトニアンが対角行列であること及び同様の考察から、物理量A の各行列要素 {\displaystyle A_{mn}(t)=A_{mn}e^{2\pi i\nu _{mn}t}}における振動数νmnは、
{\displaystyle \nu _{mn}={\frac {2\pi (E_{m}-E_{n})}{\hbar }}}
の関係を満たすことがわかる。すなわち、系の時間発展はエネルギー固有値Enで定まる。

## 具体例
行列力学における具体例として、ボルンとヨルダンによって考察された1次元の調和振動子を考える。このとき、ハミルトニアンは
{\displaystyle H(x,p)={\frac {p^{2}}{2m}}+{\frac {m\omega ^{2}x^{2}}{2}}}
である。
正準交換関係を満たし、かつハミルトニアンを対角化する（時間に依らない）行列X、P として
{\displaystyle X={\sqrt {\frac {\hbar }{2m\omega }}}{\begin{pmatrix}0&1&0&0&\ldots \\1&0&{\sqrt {2}}&0&\ldots \\0&{\sqrt {2}}&0&{\sqrt {3}}&\ldots \\0&0&{\sqrt {3}}&0&\ldots \\\vdots &\ \vdots &\vdots &\vdots &\ddots \\\end{pmatrix}}}
{\displaystyle P={\sqrt {\frac {\hbar m\omega }{2}}}{\begin{pmatrix}0&-1&0&0&\ldots \\1&0&-{\sqrt {2}}&0&\ldots \\0&{\sqrt {2}}&0&-{\sqrt {3}}&\ldots \\0&0&{\sqrt {3}}&0&\ldots \\\vdots &\ \vdots &\vdots &\vdots &\ddots \\\end{pmatrix}}}
がとれる。このX、P はハミルトニアンを次のように対角化する。
{\displaystyle H(x(t),p(t))=H(X,P)={\frac {\hbar \omega }{2}}{\begin{pmatrix}1&0&0&0&\ldots \\0&3&0&0&\ldots \\0&0&5&0&\ldots \\0&0&0&7&\ldots \\\vdots &\ \vdots &\vdots &\vdots &\ddots \\\end{pmatrix}}}
すなわち、エネルギー固有値は
{\displaystyle E_{n}=\hbar \omega {\biggr (}n+{\frac {1}{2}}{\biggr )}\quad (n=0,1,2,\cdots )}
となる。